# Hasegawa Mitsunobu

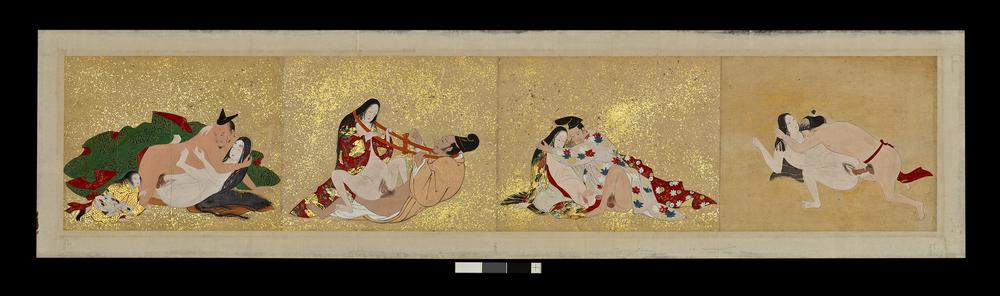
Shunga

Hasegawa Mitsunobu (長谷川光?; Osaka, ... – ...; fl. XVIII secolo) è stato un pittore e incisore giapponese, rappresentante dell'area artistica del Kamigata.

## Biografia
Nato e attivo tra il 1724 ed il 1754 nella città di Osaka, il suo nome era Mitsuharu ed utilizzò numerosi pseudonimi come: Ryūsuiken, Baisuiken, Baiōken, Baihōken e Shōsuiken.
Fu allievo di Nishikawa Sukenobu che ne influenzò pesantemente lo stile.